# Wil de Beer
Willy Vel-de Beer (Medemblik, 5 september 1942) is een voormalig schaatsster uit Nederland.

## Historie
Wil de Beer is de eerste Nederlandse kampioene allround schaatsen op kunstijs (Amsterdam 1962) en de laatste Nederlandse kampioene allround op natuurijs (Groningen 1963). Bij het Wereldkampioenschap schaatsen allround vrouwen 1963 was De Beer de derde Nederlandse vrouw die op een Wereldkampioenschap uitkwam, na Gonne Donker en Rie Meijer. In 1964 was De Beer de eerste Nederlandse vrouwelijke langebaanschaatser, die aan de Olympische Winterspelen in Innsbruck deelnam.

## Persoonlijke records
| Afstand    | Tijd   | Datum            | Baan      |
| ---------- | ------ | ---------------- | --------- |
| 500 meter  | 48,4   | 31 januari 1966  | Brandbu   |
| 1000 meter | 1.38,1 | 22 februari 1963 | Karuizawa |
| 1500 meter | 2.29,5 | 21 februari 1963 | Karuizawa |
| 3000 meter | 5.18.9 | 31 januari 1966  | Brandbu   |

## Resultaten
| Jaar | NK Allround              | WK Allround               | Olympische Spelen             |
| ---- | ------------------------ | ------------------------- | ----------------------------- |
| 1959 | NC17* (13e, 18e, 17e, -) |                           |                               |
| 1962 | * · (17e, , )            |                           |                               |
| 1963 | * · (, )                 | 14e* (32e, 7e, 17e, 13e)  |                               |
| 1964 | * · (4e, , 4e, )         | 14e* (27e, 15e, 19e, 11e) | 17e 1000m 16e 1500m 27e 3000m |
| 1966 | * · (4e, , 5e, )         |                           |                               |
| 1967 | 5e* (8e, 5e, 5e, 5e)     |                           |                               |

* Minivierkamp (500m, 1500m, 1000m, 3000m)

### Medaillespiegel
| Kampioenschap          | Goud | Zilver | Brons |
| ---------------------- | ---- | ------ | ----- |
| NK Allround Klassement | 2    | 1      | 1     |
| NK Allround Afstanden  | 5    | 2      | 4     |

## Nederlandse records
| Nr. | Afstand    | Tijd   | Datum            | Baan      |
| --- | ---------- | ------ | ---------------- | --------- |
| 1   | 1500 meter | 2.47,2 | 10 maart 1962    | Amsterdam |
| 2   | 1000 meter | 1.48,8 | 11 maart 1962    | Amsterdam |
| 3   | 3000 meter | 5.53,8 | 11 maart 1962    | Amsterdam |
| 4   | 500 meter  | 51,0   | 6 november 1963  | Deventer  |
| 5   | 1500 meter | 2.39,5 | 29 november 1963 | Deventer  |
| 6   | 500 meter  | 50,2   | 13 december 1963 | Deventer  |
| 7   | 3000 meter | 5.44,5 | 13 december 1963 | Deventer  |
| 8   | 1500 meter | 2.37,7 | 14 december 1963 | Deventer  |

N.B.: Tot 1969 erkende de KNSB alleen Nederlandse records die in Nederland waren gereden.